# Monumenti colpiti dal terremoto dell'Aquila del 2009
Segue l'elenco dei monumenti colpiti dal terremoto dell'Aquila del 2009.
Il sisma ha distrutto o seriamente danneggiato l'80% del patrimonio artistico aquilano.
Situazione aggiornata al 28 aprile 2009.
| Comune                    | Località               | Monumento                                         |
| ------------------------- | ---------------------- | ------------------------------------------------- |
| Acciano                   | Centro                 | S. Maria delle Grazie                             |
| Acciano                   | Centro                 | SS. Pietro e Lorenzo                              |
| Acciano                   | Centro                 | Oratorio di Maria S.ma Addolorata                 |
| Acciano                   | Centro                 | S. Antonio Abate                                  |
| Acciano                   | Beffi                  | Madonna del Rifugio                               |
| Acciano                   | Roccapreturo           | S. Maria Lauretana                                |
| Acciano                   | S. Lorenzo di Beffi    | S. Lorenzo                                        |
| Acciano                   | Succiano               | S. Giovanni Battista e Evangelista                |
| Aielli                    | Aielli Alto            | SS. Trinità                                       |
| Aielli                    | Aielli Stazione        | S. Giuseppe e S. Adolfo                           |
| Barete                    | Centro                 | Palazzo Cimoroni                                  |
| Barisciano                | Centro                 | Santa Maria del Carmine                           |
| Barisciano                | Centro                 | Santa Maria di Valleverde                         |
| Barisciano                | Centro                 | San Flaviano                                      |
| Barisciano                | Centro                 | Oratorio della Confraternita                      |
| Barisciano                | Picenze (Petogna)      | Santa Maria ab Extra                              |
| Barisciano                | Picenze (Petogna)      | Santa Maria della Consolazione                    |
| Barisciano                | Picenze (Petogna)      | S. Valentino                                      |
| Barisciano                | Picenze (San Martino)  | S. Martino                                        |
| Barisciano                | Picenze (San Martino)  | Madonna del Rosario                               |
| Barisciano                | Picenze (San Martino)  | La Congrega                                       |
| Bugnara                   | Centro                 | Palazzo Ducale                                    |
| Capestrano                | Centro                 | S. Maria della Pace                               |
| Capestrano                | Centro                 | S. Pietro ad Oratorium                            |
| Capestrano                | Centro                 | S. Nicola                                         |
| Capitignano               | Vallecupa              | S. Flaviano                                       |
| Caporciano                | Centro                 | S. Maria di Centurelli                            |
| Caporciano                | Bominaco               | S. Maria delle Grazie                             |
| Carapelle Calvisio        | Centro                 | S. Maria e S. Vittorino                           |
| Carapelle Calvisio        | Centro                 | S. Maria delle Grazie                             |
| Carapelle Calvisio        | Centro                 | Convento di San Francesco                         |
| Carapelle Calvisio        | Colle                  | S. Vittorino                                      |
| Carapelle Calvisio        | Colle della Vigna      | Convento di San Cristoforo                        |
| Castel del Monte          | Centro                 | S. Marco Evangelista                              |
| Castel del Monte          | Centro                 | S. Rocco                                          |
| Castelvecchio Calvisio    |                        | 7 monumenti                                       |
| Castelvecchio Subequo     | Centro                 | S. Giovanni Battista ed Evangelista               |
| Castelvecchio Subequo     | Centro                 | S. Agata                                          |
| Castelvecchio Subequo     | Centro                 | Palazzo Valeri                                    |
| Castelvecchio Subequo     | Centro                 | Palazzo Tesoni                                    |
| Castelvecchio Subequo     | Centro                 | Palazzo Castellato                                |
| Castelvecchio Subequo     | Centro                 | Palazzo Lucchini (ex Ginetti)                     |
| Celano                    | Centro                 | S. Francesco                                      |
| Celano                    | Centro                 | S. Michele Arcangelo                              |
| Celano                    | Centro                 | Madonna del Carmine                               |
| Celano                    | Centro                 | S. Maria delle Grazie                             |
| Celano                    | Centro                 | S. Giovanni Battista                              |
| Celano                    | Centro                 | Palazzo Marinucci                                 |
| Cocullo                   | Centro                 | S. Domenico                                       |
| Cocullo                   | Centro                 | S. Nicola                                         |
| Cocullo                   | Casale                 | Madonna dell'Assunta                              |
| Corfinio                  | Centro                 | S. Martino                                        |
| Corfinio                  | Centro                 | S. Maria del Soccorso                             |
| Fagnano Alto              |                        | 6 monumenti                                       |
| Fossa                     | Centro                 | S. Maria Assunta                                  |
| Fossa                     | Centro                 | S. Maria del Soccorso                             |
| Gagliano Aterno           | Centro                 | Madonna delle Grazie                              |
| Gagliano Aterno           | Centro                 | S. Martino                                        |
| Goriano Sicoli            |                        | 2 monumenti                                       |
| L'Aquila                  | Centro                 | Beata Antonia                                     |
| L'Aquila                  | Centro                 | Casa di Jacopo di Notar Nanni                     |
| L'Aquila                  | Centro                 | Casa museo Signorini Corsi                        |
| L'Aquila                  | Centro                 | Duomo                                             |
| L'Aquila                  | Centro                 | Fontana delle 99 cannelle                         |
| L'Aquila                  | Centro                 | Fontana luminosa                                  |
| L'Aquila                  | Centro                 | Fontana del Nettuno                               |
| L'Aquila                  | Centro                 | Forte spagnolo                                    |
| L'Aquila                  | Centro                 | Mura urbiche                                      |
| L'Aquila                  | Centro                 | Oratorio di Sant'Antonio dei Cavalieri de' Nardis |
| L'Aquila                  | Centro                 | Palazzo Alfieri                                   |
| L'Aquila                  | Centro                 | Palazzo Ardinghelli                               |
| L'Aquila                  | Centro                 | Palazzo Cappa Cappelli                            |
| L'Aquila                  | Centro                 | Palazzo Carli Benedetti                           |
| L'Aquila                  | Centro                 | Palazzo Centi                                     |
| L'Aquila                  | Centro                 | Palazzo Ciampella                                 |
| L'Aquila                  | Centro                 | Palazzo Cricchi                                   |
| L'Aquila                  | Centro                 | Palazzo dell'Esposizione                          |
| L'Aquila                  | Centro                 | Palazzo Farinosi Branconi                         |
| L'Aquila                  | Centro                 | Palazzo Fatigati                                  |
| L'Aquila                  | Centro                 | Palazzo Fibbioni                                  |
| L'Aquila                  | Centro                 | Palazzo Fiore                                     |
| L'Aquila                  | Centro                 | Palazzo Gagliardi Sardi                           |
| L'Aquila                  | Centro                 | Palazzo Gualtieri                                 |
| L'Aquila                  | Centro                 | Palazzo Lucentini Bonanni                         |
| L'Aquila                  | Centro                 | Palazzo Margherita                                |
| L'Aquila                  | Centro                 | Palazzo Marinucci                                 |
| L'Aquila                  | Centro                 | Palazzo de' Nardis                                |
| L'Aquila                  | Centro                 | Palazzetto dei Nobili                             |
| L'Aquila                  | Centro                 | Palazzo Padri Oratorio                            |
| L'Aquila                  | Centro                 | Palazzo Paone Tatozzi                             |
| L'Aquila                  | Centro                 | Palazzo Pica Alfieri                              |
| L'Aquila                  | Centro                 | Palazzo Porcinari                                 |
| L'Aquila                  | Centro                 | Palazzo della Prefettura                          |
| L'Aquila                  | Centro                 | Palazzo Quinzi                                    |
| L'Aquila                  | Centro                 | Palazzo Recchioni                                 |
| L'Aquila                  | Centro                 | Palazzo Simeonibus                                |
| L'Aquila                  | Centro                 | Palazzo Veneziani                                 |
| L'Aquila                  | Centro                 | Palazzo in via S. Chiara d'Aquili                 |
| L'Aquila                  | Centro                 | S. Agostino                                       |
| L'Aquila                  | Centro                 | S. Basilio                                        |
| L'Aquila                  | Centro                 | S. Bernardino                                     |
| L'Aquila                  | Centro                 | S. Biagio d'Amiterno                              |
| L'Aquila                  | Centro                 | S. Caterina Martire                               |
| L'Aquila                  | Centro                 | S. Chiara d'Aquili                                |
| L'Aquila                  | Centro                 | S. Filippo Neri                                   |
| L'Aquila                  | Centro                 | S. Flaviano                                       |
| L'Aquila                  | Centro                 | S. Francesco a Palazzo                            |
| L'Aquila                  | Centro                 | S. Francesco da Paola                             |
| L'Aquila                  | Centro                 | S. Giuseppe dei Minimi                            |
| L'Aquila                  | Centro                 | S. Giusta di Bazzano                              |
| L'Aquila                  | Centro                 | S. Lucia (Presso Istituto Salesiano)              |
| L'Aquila                  | Centro                 | S. Luigi                                          |
| L'Aquila                  | Centro                 | S. Marciano e S. Nicandro                         |
| L'Aquila                  | Centro                 | S. Marco                                          |
| L'Aquila                  | Centro                 | S. Margherita della Forcella                      |
| L'Aquila                  | Centro                 | S. Maria degli Angeli                             |
| L'Aquila                  | Centro                 | S. Maria del Carmine                              |
| L'Aquila                  | Centro                 | S. Maria di Collemaggio                           |
| L'Aquila                  | Centro                 | S. Maria Paganica                                 |
| L'Aquila                  | Centro                 | S. Maria del Ponte                                |
| L'Aquila                  | Centro                 | S. Maria del Ponte di Roio                        |
| L'Aquila                  | Centro                 | S. Maria del Soccorso                             |
| L'Aquila                  | Centro                 | S. Maria del Suffragio ("Anime Sante")            |
| L'Aquila                  | Centro                 | S. Maria di Roio                                  |
| L'Aquila                  | Centro                 | S. Paolo di Barete                                |
| L'Aquila                  | Centro                 | S. Pietro                                         |
| L'Aquila                  | Centro                 | S. Quinziano di Pile (S. Biagio)                  |
| L'Aquila                  | Centro                 | S. Silvestro                                      |
| L'Aquila                  | Centro                 | S. Vito della Rivera                              |
| L'Aquila                  | Centro                 | Teatro comunale                                   |
| L'Aquila                  | Centro                 | Torre civica                                      |
| L'Aquila                  | Arischia               | Palazzo del Barone                                |
| L'Aquila                  | Arischia               | S. Benedetto Abate                                |
| L'Aquila                  | Arischia               | S. Nicola                                         |
| L'Aquila                  | Arischia               | Vecchio Municipio                                 |
| L'Aquila                  | Assergi                | Torre e Cinta muraria                             |
| L'Aquila                  | Bagno Grande           | Madonna Addolorata di Fonte Vivoli,               |
| L'Aquila                  | Bagno Grande           | - Madonna delle Grazie                            |
| L'Aquila                  | Bagno Grande           | - Madonna delle Canale                            |
| L'Aquila                  | Bagno Piccolo          | Madonna dell'Assunta                              |
| L'Aquila                  | Bazzano                | Santa Giusta e Cripta                             |
| L'Aquila                  | Camarda                | S. Maria del Suffragio                            |
| L'Aquila                  | Camarda                | S. Giovanni                                       |
| L'Aquila                  | Camarda                | S. Giovanni Battista                              |
| L'Aquila                  | Cese di Preturo        | S. Giovanni Battista                              |
| L'Aquila                  | Civita di Bagno        | Ex Cattedrale di S.Massimo patrono di L'Aquila    |
| L'Aquila                  | Civita di Bagno        | Palazzo Antonelli-Oliva-Bonanni e Palombaia       |
| L'Aquila                  | Civita di Bagno        | S. Maria degli Angeli                             |
| L'Aquila                  | Civita di Bagno        | Santuario Parrocchiale S. Raniero                 |
| L'Aquila                  | Civita di Bagno        | Torre medievale della Cattedrale                  |
| L'Aquila                  | Collebrincioni         | Cona                                              |
| L'Aquila                  | Collebrincioni         | S. Silvestro                                      |
| L'Aquila                  | Collefracido           | Madonna del Buon Consiglio                        |
| L'Aquila                  | Collefracido           | S. Eugenia                                        |
| L'Aquila                  | Coppito                | Madonna delle Grazie                              |
| L'Aquila                  | Gignano                | S. Maria Assunta                                  |
| L'Aquila                  | Monticchio             | Oratorio S. Nicola di Bari                        |
| L'Aquila                  | Monticchio             | S. Nicola di Bari                                 |
| L'Aquila                  | Onna                   | San Pietro Apostolo                               |
| L'Aquila                  | Paganica               | Immacolata Concezione                             |
| L'Aquila                  | Paganica               | Madonna d'Appari                                  |
| L'Aquila                  | Paganica               | S. Bartolomeo                                     |
| L'Aquila                  | Paganica               | S. Chiara                                         |
| L'Aquila                  | Paganica               | S. Gregorio Magno                                 |
| L'Aquila                  | Paganica               | S. Maria degli Angeli (o S. Antonio)              |
| L'Aquila                  | Paganica               | S. Maria Assunta                                  |
| L'Aquila                  | Paganica               | S. Maria del Carmine                              |
| L'Aquila                  | Paganica               | S. Pietro Celestino                               |
| L'Aquila                  | Pagliare di Sassa      | S. Rocco                                          |
| L'Aquila                  | Pescomaggiore          | S. Maria Assunta                                  |
| L'Aquila                  | Pescomaggiore          | S. Martino                                        |
| L'Aquila                  | Pescomaggiore          | S. Rocco                                          |
| L'Aquila                  | Pettino                | S. Maria delle Grazie                             |
| L'Aquila                  | Pianola                | S. Cipriano                                       |
| L'Aquila                  | Pianola                | S. Maria di Pianola                               |
| L'Aquila                  | Pile                   | S. Giovanni Battista                              |
| L'Aquila                  | Poggio Santi Maria     | S. Maria Assunta                                  |
| L'Aquila                  | Roio Colle             | S.ma Annunziati                                   |
| L'Aquila                  | Roio Piano             | S. Nicandro e S. Marciano                         |
| L'Aquila                  | Roio Poggio            | Santuario Madonna di Roio                         |
| L'Aquila                  | Roio Poggio            | S. Scolastica                                     |
| L'Aquila                  | Sant'Angelo di Bagno   | S. Michele Arcangelo                              |
| L'Aquila                  | San Giuliano           | Convento di S. Giuliano                           |
| L'Aquila                  | San Gregorio           | Madonna di Costantinopoli                         |
| L'Aquila                  | San Gregorio           | S. Gregorio                                       |
| L'Aquila                  | San Gregorio           | S. Maria della Pietà                              |
| L'Aquila                  | San Benedetto di Bagno | San Benedetto e Madonna delle Grazie              |
| L'Aquila                  | San Vittorino          | S. Maria del Ponte                                |
| L'Aquila                  | Tempera                | Mulino Ristorante Assunta                         |
| L'Aquila                  | Tempera                | Mulino per il grano Gasbarri                      |
| L'Aquila                  | Tempera                | Mulino per il grano Rameria                       |
| L'Aquila                  | Tempera                | Palazzo Vicentini                                 |
| L'Aquila                  | Vallesindole di Bagno  | Santa Giusta Vergine Martire di Bazzano           |
| Lucoli                    |                        | 6 monumenti                                       |
| Montereale                |                        | 6 monumenti                                       |
| Navelli                   | Civitaretenga          | S. Antonio                                        |
| Navelli                   | Civitaretenga          | S. Salvatore                                      |
| Ocre                      | S. Felice d'Ocre       | Palazzo Bonanni                                   |
| Ocre                      | S. Felice d'Ocre       | S. Giacomo                                        |
| Ocre                      | S. Martino             | S. Martino                                        |
| Ocre                      | S. Panfilo             | Castello d'Ocre                                   |
| Ocre                      | S. Panfilo             | Convento di S. Angelo                             |
| Ocre                      | S. Panfilo             | Del S.mo Salvatore                                |
| Ocre                      | S. Panfilo             | S. Angelo                                         |
| Ocre                      | Valle d'Ocre           | S. Pietro Apostolo                                |
| Ofena                     | Centro                 | Convento S. Francesco                             |
| Ofena                     | Centro                 | Palazzo Moscardelli                               |
| Ofena                     | Centro                 | S. Giovanni                                       |
| Ofena                     | Centro                 | S. Mara de Fantuccio                              |
| Ofena                     | Centro                 | S. Maria Assunta                                  |
| Ovindoli                  | Centro                 | S. Sebastiano                                     |
| Ovindoli                  | S. Iona                | Chiesa S. Maria del Colle                         |
| Ovindoli                  | S. Iona                | S. Maria delle Grazie                             |
| Pacentro                  | Centro                 | S. Marcello                                       |
| Poggio Picenze            | Centro                 | Castello                                          |
| Poggio Picenze            | Centro                 | Fonte delle Forme                                 |
| Poggio Picenze            | Centro                 | Fonte del Fossato                                 |
| Poggio Picenze            | Centro                 | Palazzo Galeota                                   |
| Poggio Picenze            | Centro                 | S. Felice                                         |
| Prata d'Ansidonia         |                        | 4 monumenti                                       |
| Pratola Peligna           | Centro                 | S. Maria SS.ma della Libera                       |
| Raiano                    |                        | 2 monumenti                                       |
| Rocca di Cambio           | Centro                 | Collegiata di S. Pietro                           |
| Rocca di Cambio           | Centro                 | S. Lucia                                          |
| Rocca di Mezzo            | Centro                 | Madonna del Pereto                                |
| Rocca di Mezzo            | Centro                 | S. Leucio                                         |
| Rocca di Mezzo            | Centro                 | S. Maria della Neve                               |
| Rocca di Mezzo            | Rovere                 | SS. Apostoli Pietro e Paolo                       |
| Santo Stefano di Sessanio | Centro                 | Cappella Santa Caterina                           |
| Santo Stefano di Sessanio | Centro                 | Madonna del Lago                                  |
| Santo Stefano di Sessanio | Centro                 | Santa Maria in Ruvo                               |
| Santo Stefano di Sessanio | Centro                 | Santo Stefano Protomartire                        |
| Santo Stefano di Sessanio | S. Caterina            | Torre Medicea                                     |
| San Demetrio ne' Vestini  |                        | 5 monumenti                                       |
| San Pio delle Camere      | Castelnuovo            | Borgo fortificato                                 |
| San Pio delle Camere      | Castelnuovo            | Madonna della Neve                                |
| San Pio delle Camere      | Castelnuovo            | S. Stefano                                        |
| San Pio delle Camere      | Castelnuovo            | S. Stefano e Silvestro                            |